# Àngel Tarrach
Àngel Tarrach i Barrabia (Barcelona, 24 de agosto de 1898 - Cuernavaca, México, 1979), fue un escultor español, exiliado primero en Francia y después en México.

## Biografía
Su padre, Josep Tarrach Ruiz, se dedicaba a la escultura industrial. Àngel aprendió el oficio en el taller de su padre, donde conoció a Antoni Gaudí, que lo animó a seguir su vocación, ya que según el arquitecto: «tenía un talento excepcional». Estudió en la Escuela de la Lonja, donde fue discípulo de Josep Llimona, Rafael Atché y Pablo Gargallo, y amplió conocimientos en Madrid y París; en esta última ciudad fue discípulo de Aristide Maillol y Josep Clarà, de los que recibió la influencia del novecentismo, un estilo clasicista de inspiración mediterránea. Posteriormente su obra se englobaría en un cierto eclecticismo, en el que se denota la influencia de la escultura egipcia y renacentista, especialmente de Donatello.
Participó en exposiciones como la de la Sala Parés en 1928 junto a Enric Casanovas, Joan Rebull, Josep Granyer, Pablo Gargallo, Manolo Hugué y Ángel Ferrant. Formó parte de grupos artísticos como el Grup Nou Ambient, Grup de les Arts i els Artistes, Associació d'Escultors y también de otros grupos de carácter político, como del que fue miembro fundador, el Sindicat d'Artistes, Pintors i Escultors de Catalunya. En 1931 y 1936 obtuvo la medalla de oro en las exposiciones españolas de escultura celebradas en Madrid.
En 1939 se exilió en Francia, donde realizó algunas obras y fue miembro en 1940 del Salón de los Independientes. En 1942 partió rumbo a América, con el objetivo de establecerse en los Estados Unidos, pero primero visitó México, donde tenía buenos amigos, y la buena acogida allí dispensada y su rápida integración en el mundo cultural mexicano le decidieron a quedarse en ese país.

## Obra

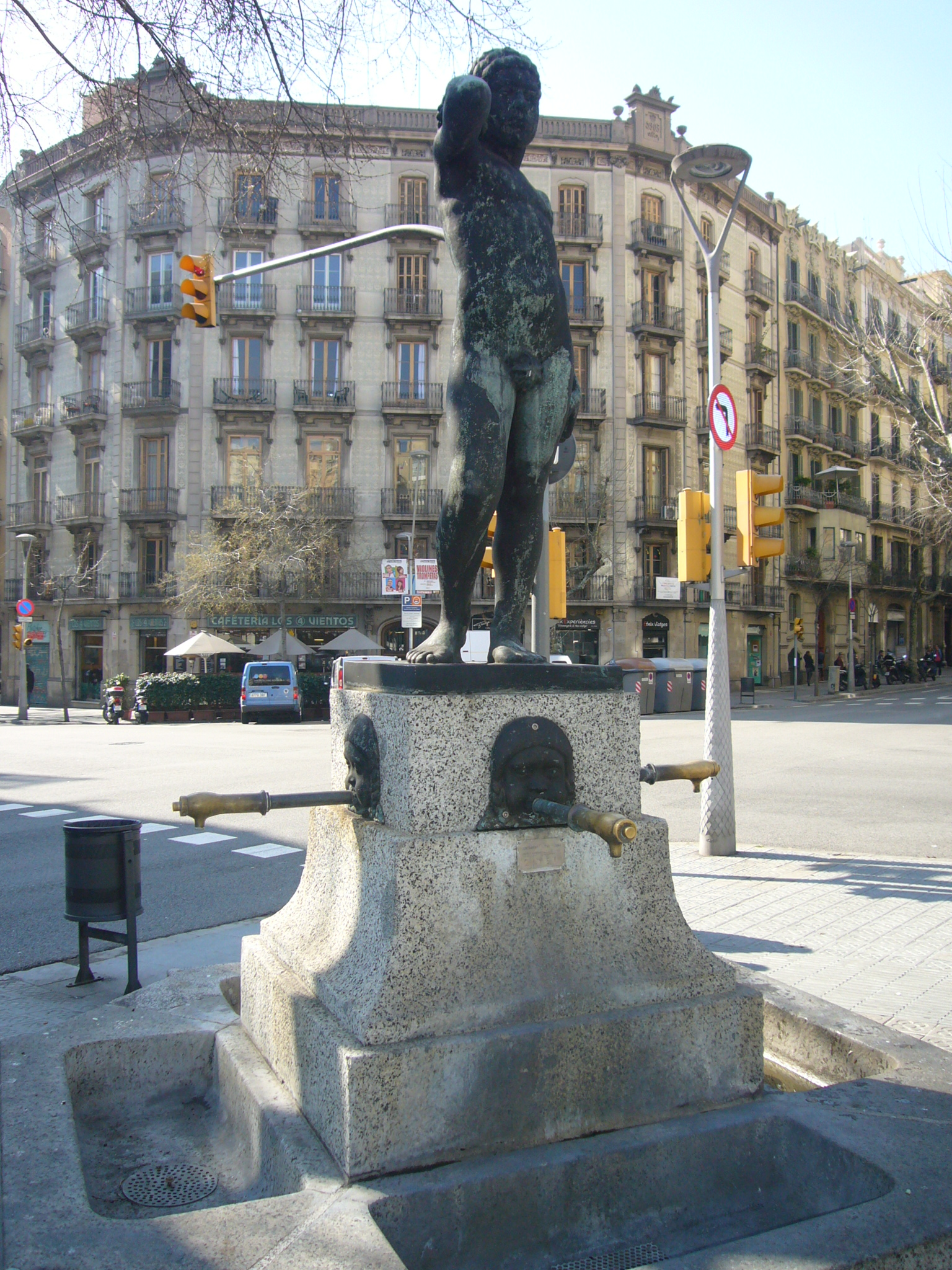
Fuente del Efebo, en Diagonal-Bailén, Barcelona.

Antes de su exilio, Tarrach había realizado diversas obras públicas para la ciudad de Barcelona:
- Fuente del Efebo (1923), en la Avenida Diagonal con Bailén.
- La diosa (1927), instalada primero en la Plaza Cataluña y después en el Palacio Real de Pedralbes.
- Al II Aniversario de la República (1933), Radio Barcelona, Tibidabo.
- Miliu (1937), Plaza de la Sagrada Familia.
- Busto de Lluís Companys, Palacio de la Generalidad de Cataluña.

En México recibió importantes encargos de retratos y monumentos de parte oficial del gobierno mexicano:
- Relieve con una Venus (1943), Ciudad de México.
- Monumento a Maximiliano Ávila Camacho, Teziatlán, Estado de Puebla.
- Adolfo Ruiz Cortines, Villahermosa (Tabasco).
- Adolfo López Mateos, Atizapán.
- Lázaro Cárdenas (1971).
- José María Morelos, Parque del Museo de Historia del Castillo de Chapultepec.
- Abraham Lincoln, Ciudad Juárez, Chihuahua. México
- El Nacimiento de México (1963), edificio del PRI.
- Escudo Nacional para las puertas de las fronteras mexicanas, entre 1964 y 1970.
- Otomí (1962), Acapulco.
- Abraham Lincoln (1964), Ciudad Juárez, Chihuahua. México.
- Manos en oración (1973).
- Benito Juárez (1973), Ciudad de México.